# Giovanni di Crescenzio
Giovanni di Crescenzio, noto anche come Crecenzio III (Roma, ... – Roma, 1012), è stato un nobile italiano.

Stemma della famiglia Crescenzi.

Era figlio di Crescenzio Nomentano e gli succedette nel titolo di patrizio di Roma,

## Biografia
All'inizio del 1001 a Roma scoppiò una rivolta contro l'imperatore Ottone III, che ora risiedeva stabilmente a Roma. L'imperatore e papa Silvestro II, il primo papa di nazionalità francese, furono costretti a fuggire; è molto probabile che Giovanni di Crescenzio sia stato il principale promotore della rivolte.
Ad ogni modo dopo di ciò Giovanni assunse la suprema autorità a Roma, e dopo la morte dell'imperatore Ottone III il 24 gennaio 1002 prese il titolo di Patricius Romanorum. A Silvestro fu permesso di tornare a Roma, ma aveva poco a che fare con il governo temporale. Lo stesso vale per i suoi tre immediati successori: Giovanni XVII (1003), Giovanni XVIII (1003-09), e Sergio IV (1009-12), tutti nominati sotto l'influenza di Giovanni.
Non ci furono ulteriori incoronazioni di imperatori durante il resto della sua vita. Giovanni Crescenzio morì nel maggio 1012 o poco più tardi, ma comunque prima di luglio
Con lui i Crescenzi scomparvero dalla storia di Roma.